# Diego Rivera (Musiker)
Diego Rivera (* 28. November 1977 in Ann Arbor, Michigan) ist ein US-amerikanischer Jazzmusiker (Tenorsaxophon, Komposition).

## Leben und Wirken
Rivera wuchs in East Lansing, Michigan, auf. Er wurde in eine mexikanisch-amerikanische Familie hineingeboren, und sein Chicano-Erbe hat sein musikalisches Schaffen geprägt. Seine Eltern benannten ihn nach dem berühmten Wandmaler Diego Rivera. Ein Besuch des Detroit Institute of Arts in jungen Jahren inspirierte ihn dazu, professioneller Musiker zu werden. An der Michigan State University studierte er bei Andrew Speight, Branford Marsalis, Ron Blake und Rodney Whitaker.
Seitdem ist Rivera in der amerikanischen Jazzszene aktiv; erste Aufnahmen entstanden 2005, als er in der Band des Pianisten Ron Di Salvio spielte (Essence of Green: A Tribute to Kind of Blue, u. a. mit Derrick Gardner, Rodney Whitaker, Jimmy Cobb). Um 2006 spielte er sein Debütalbum Hercules im Eigenverlag ein. In den folgenden Jahren arbeitete er u. a. in der Mack Avenue Super Band (Live from the Detroit Jazz Festival 2012), mit Michael Dease, René Marie, Rodney Whitaker, Randy Napoleon, im Posi-Tone Swingtet und in der Ulysses Owens Jr. Big Band (Soul Conversations, 2021). Weiterhin spielte er mit Christian McBride, dem Jimmy Dorsey Orchestra (Ghost Band), Kurt Elling und Sophie Milman. Unter eigenem Namen entstanden mehrere Alben für Posi-Tone Records, mit Gastsolisten wie Joe Magnarelli, Etienne Charles und Alex Sipiagin. Zu hören ist er auch auf Josh Lawrence’ Album Measured Response (2024). Im Bereich des Jazz war er laut Tom Lord zwischen 2005 und 2023 an 24 Aufnahmesessions beteiligt.
Rivera lehrte Jazzsaxophon an der Michigan State University. Gegenwärtig leitet er den Jazzstudiengang an der Butler School of Music der University of Texas in Austin.

## Diskographische Hinweise
- Connections (Posi-Tone, 2019), mit Joe Magnarelli, Michael Dease, Markus Howell, Lauren Sevian, Behn Gillece, Luther Allison, Jocelyn Gould, Endea Owens, Jason Tiemann
- Indigenous (Posi-Tone, 2021), mit Etienne Charles, Helen Sung, Boris Kozlov, Donald Edwards
- Blue Moods: Myth & Wisdom (Posi-Tone, 2022) mit Art Hirahara, David Kikoski, Boris Kozlov, Joe Strasser
- Mestizo (Posi-Tone, 2022), mit Alex Sipiagin, Art Hirahara, Boris Kozlov, Rudy Royston
- Diego Rivera, Art Hirahara, Boris Kozlov, Rudy Royston: Love and Peace (Posi-Tone, 2023)
- With Just a Word (Posi-Tone, 2024)